# Полиохни
Полио́хни (греч. Πολιόχνη) — город элладской цивилизации, существовавший в бронзовом веке на продолговатом холме на восточном побережье греческого острова Лемнос, на территории села Каминия, у мыса Вороскопос. Обнаружен в результате раскопок итальянскими археологами. Был одним из важнейших торговых центров ранней бронзы и обязан своим развитием ведущей роли, которую он играл в транзитной торговле с Северо-Эгейскими островами, побережьем Малой Азии, материковой Греции и Кикладами. Поселение настолько процветало в ранней бронзе, что считается самым древним городом в Европе (в частности, согласно Христосу Думасу) с ранней формой социальной и городской организации.

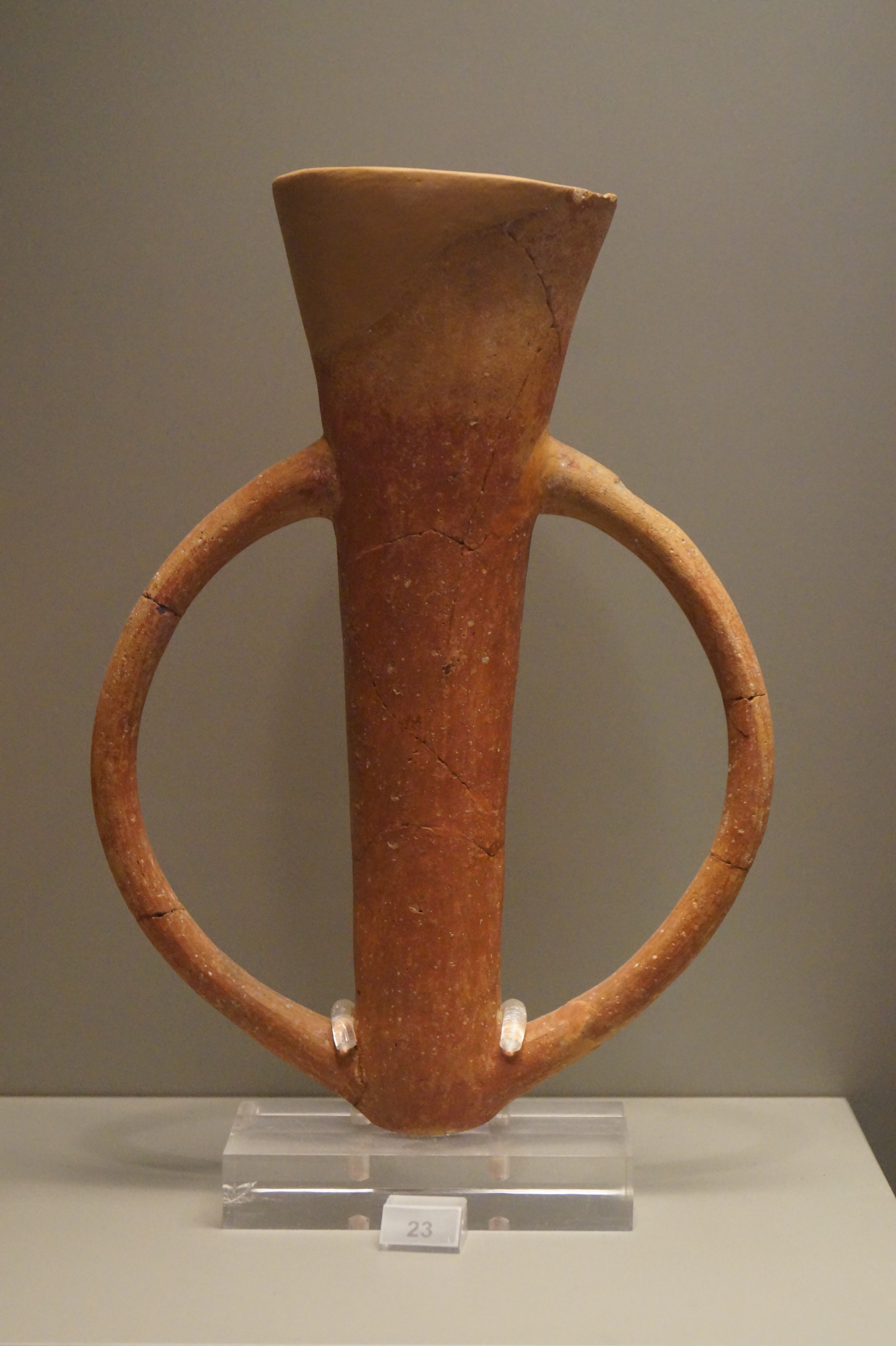
Двуручный кубок из Полиохни «жёлтого периода» (2200—2100 гг. до н. э.). Национальный археологический музей в Афинах

Согласно современным археологическим исследованиям, Лемнос является частью культуры северо-востока Эгейского моря наряду с Троей, Ферми на Лесбосе, Эмпорионом на Хиосе и Герейоном на Самосе. Занимая центральное положение между Западной Малой Азией и Эгейскими островами, Лемнос служил местом обращения руд и морской торговли в целом.
Безопасная стоянка, обилие питьевой воды и территория, пригодная для возделывания, сделали холм, на котором было построено поселение Полиохни, пригодными для проживания с середины 5-го до конца 2-го тысячелетия до н. э.
В так называемый «чёрный период» (3700—3200 гг. до н. э.), соответствующий неолиту, небольшая деревня с овальными хижинами занимала середину холма. В эпоху ранней бронзы произошло большое развитие поселения. Поселение «голубого периода» (3200—2700 гг. до н. э.) с населением около 800—1000 человек, по всей видимости, было основано до «Трои I» и простиралось по всему мысу. В «зелёный период» (2700—2400 гг. до н. э.), соответствующий «Трое II» поселение с населением около 1500 человек достигло максимального размера. Предполагается, что Полиохни был торговым соперником Трои, и в результате этой конкуренции в период 2400—2100 гг. до н. э. поселение постепенно уменьшилось и, наконец, сильное землетрясение в конце 3-го тысячелетия до н. э. его разрушило. Поселение было почти полностью заброшено.
В период расцвета были построены прочные подпорные стены, стены бастионов, общественные здания, площади, мощёные улицы, колодцы, особняки и другие каменные дома меньшего размера. В керамике представлены новые оригинальные формы, которые постепенно развиваются: ваза для фруктов с высокой ножкой в «чёрном периоде», горшок-треножник для приготовления еды в «голубом периоде» и двуручные кубки в «жёлтом периоде» (2200—2100 гг. до н. э.), общего типа с более поздними слоями «Трои II». Основными занятиями жителей были земледелие, рыболовство, текстиль и изготовление каменных орудий и оружия. Также есть признаки обработки металла техникой литья по выплавляемым моделям, вероятно, уже в «зелёный период», а в «красный период», вероятно, коммерческая активность усиливается.
Затем, во 2-м тысячелетии до н. э., жизнь частично вернулась в поселение. Холм был заброшен с конца позднего бронзового века до средневековья.
Доисторическое поселение Полиохни было обнаружено в 1930-х годах Итальянской археологической школой в Афинах. С 1931 по 1936 год директор школы Алессандро Делла Сета вместе со своими учениками раскопал около двух третей поселения. Исследования были продолжены итальянским археологом Луиджи Бернабо Бреа с 1951 по 1956 год, когда были опубликованы результаты раскопок. С 1986 года по сегодняшний день проводятся новые исследования под руководством Санто Тине (Santo Tiné) с целью восстановления зданий и проверки некоторых данных путем проведения поисковых исследований.

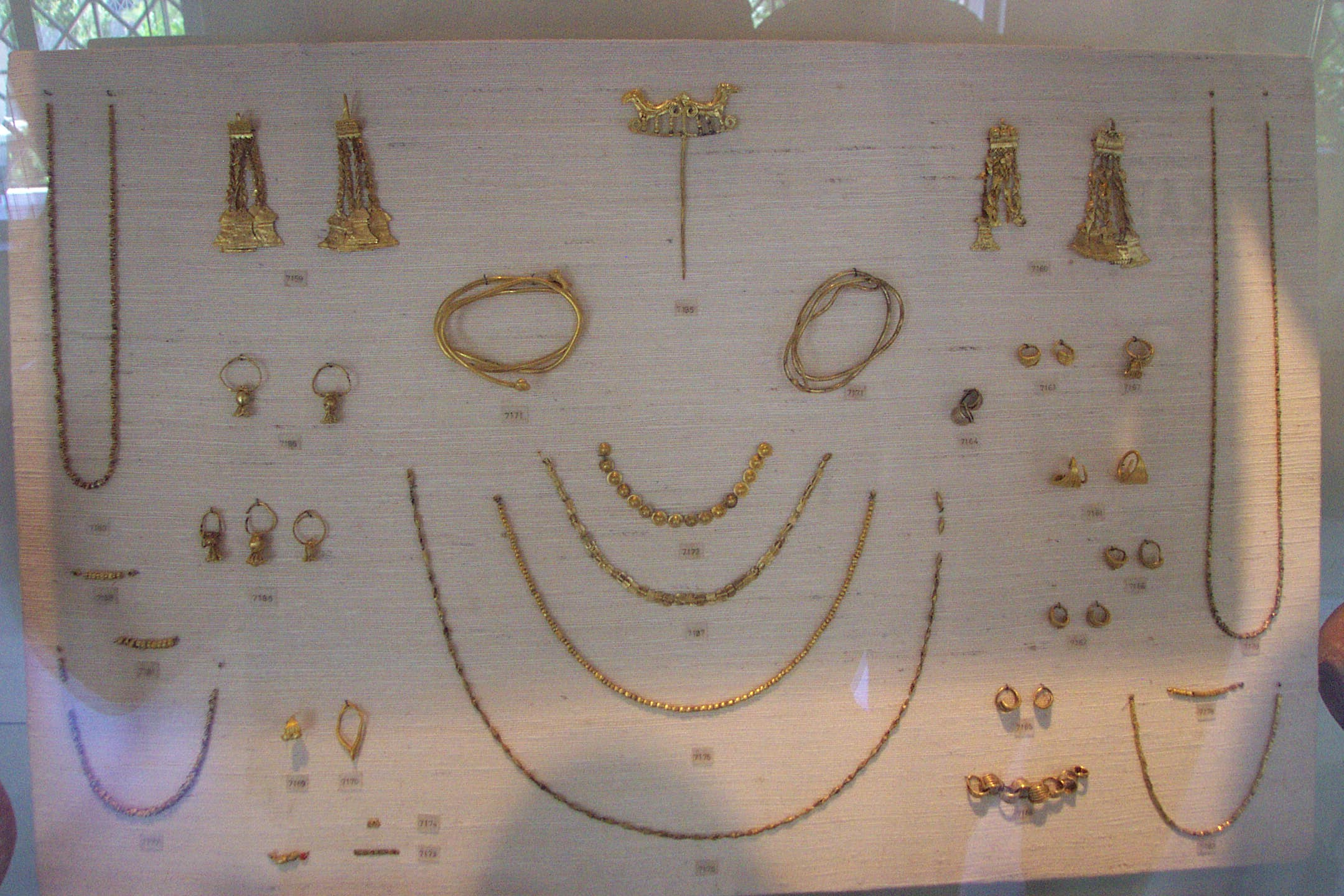
Золотые украшения из клада из Полиохни, найденного в глиняном сосуде в помещении 643 так называемого «желтого периода»

На Лемносе параллельно с Полиохни развивались и другие поселения. В Мирине, на юго-западном побережье острова, в результате недавних спасательных раскопок XII эфоратом доисторических и классических древностей были обнаружены два участка: одно на холме Метеорологической станции, а другое в Риха-Нера. На острове Кукониси в бухте Мудрос, где с 1992 года проводились раскопки греческой археологической службой в сотрудничестве с исследователем Христосом Булотисом, членом Афинской академии, были обнаружены важные постройки, относящиеся к «красному периоду» (2400—2200 гг. до н. э.). Поселения Вриокастро, Трохалия, Микро-Кастели и Аксия (Αξιά, у села Плака), похоже, не имели большого значения.
В Полиохни обнаружено место для публичных собраний — вероятно, одно из древнейших свидетельств общественного устройства, напоминающего демократию.